# Labenne
Labenne is een gemeente in het Franse departement Landes (regio Nouvelle-Aquitaine). De plaats maakt deel uit van het arrondissement Dax. Labenne telde op 1 januari 2022 7.095 inwoners. 

## Geografie
De oppervlakte van Labenne bedroeg op 1 januari 2022 24,48 vierkante kilometer; de bevolkingsdichtheid was toen 289,8 inwoners per km².

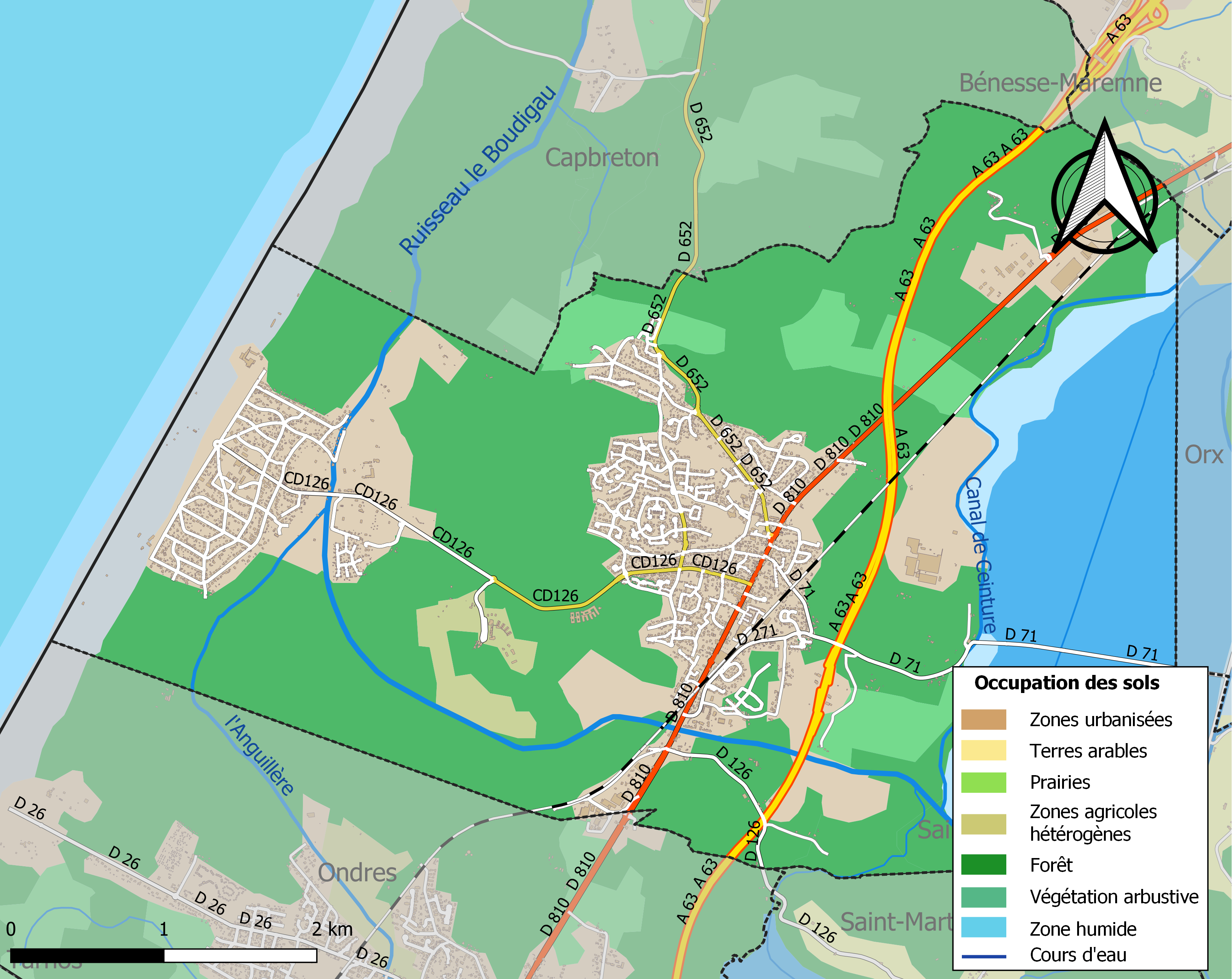
Kaart van de gemeente met de belangrijkste infrastructuur, bodemgebruik en omliggende gemeenten

## Verkeer en vervoer
In de gemeente ligt spoorwegstation Labenne.

## Demografie
Onderstaande figuur toont het verloop van het inwonertal (bron: INSEE-tellingen).